# دلتبان مصطفى باشا
دلتبان مصطفى باشا (بالتركية: Daltaban Mustafa Paşa)‏ كان الصدر الأعظم للدولة العثمانية في الفترة ما بين 4 سبتمبر 1702 حتى 24 يناير 1703. تُوفي في 28 يناير 1703 بمدينة إسطنبول.

## ولايته على بغداد
الدبان مصطفى باشا وأسمته بعض المصادر (مصطفى باشا الطبان) و(دلتبان)، و(دال طبان) هو سياسي عثماني أصبح والياً على بغداد خلفاً للوالي جلبي إسماعيل باشا. حيث ورد متسلمه إلى بغداد في (غرة ذي القعدة 1111 ه‍) الموافق (25 أبريل/نيسان 1700 م)، ثم وصل الوزير (دال طبان مصطفى باشا) في منتصف ذي الحجة وباشر عمله بإدارة ولاية بغداد في ربيع الآخر 1111ه‍، ومدة حكمه دامت سنتين وأربعة أشهر، وقد تم عزله في (14 صفر سنة 1114ه‍) الموافق (9 يوليو/تموز 1702 م)، وبقي عدة أيام بقرب الأعظمية ثم ذهب إلى إسطنبول فوجهت إليه الصدارة في شهر ربيع الآخر، وتوفي في شهر رمضان. كان شجاعاً وغيوراً، ذو همة عالية، كتب رامي محمد باشا رسالة سماها (إصطلاحات دالطبانية) وأظهر فيها أغلاطه اللغوية. وقد خلفه على حكم بغداد الوزير طوبال يوسف باشا الشهير باسم (جوبان).